# Poésie québécoise

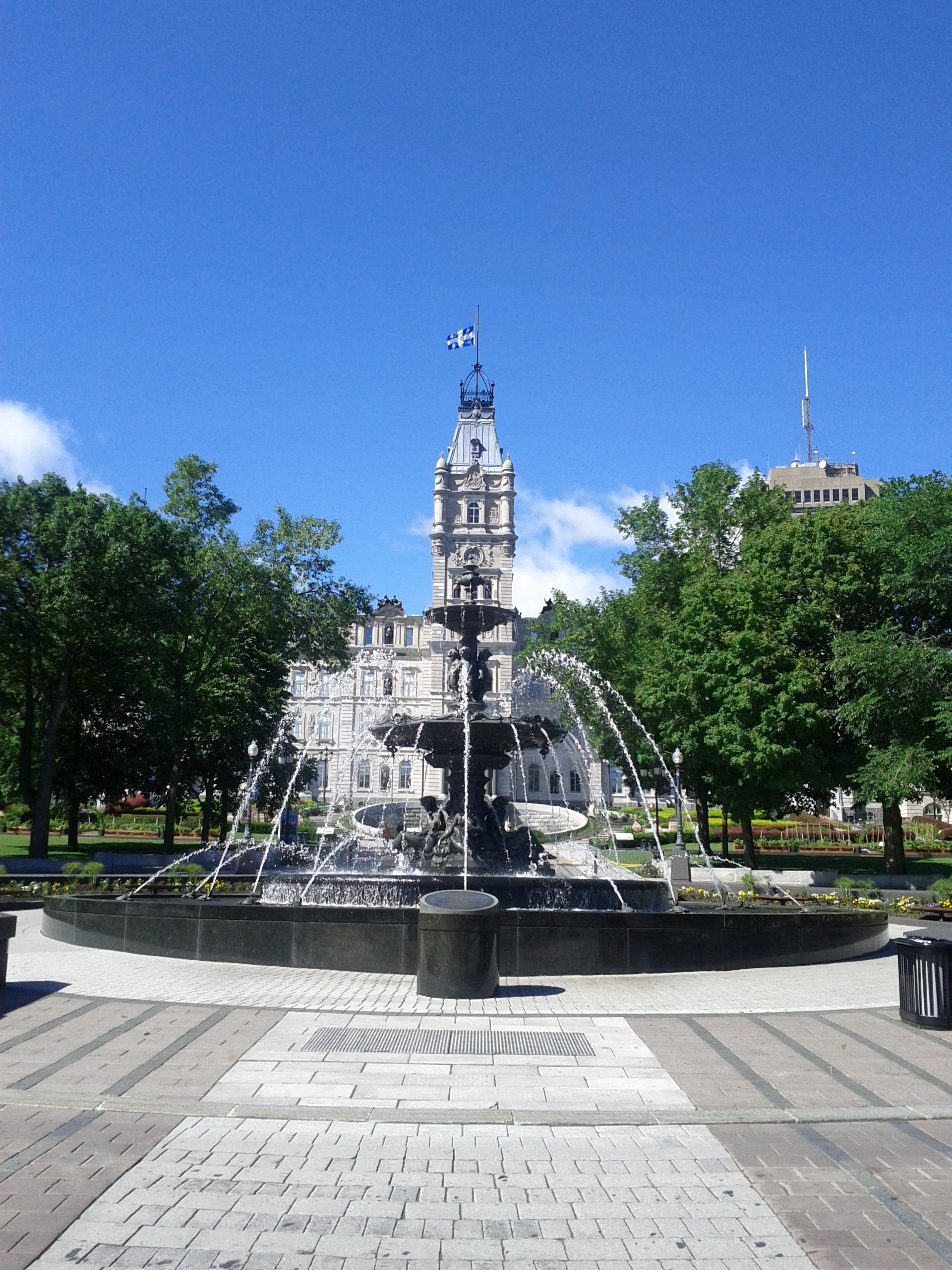
À la claire fontaine est la plus ancienne poésie québécoise.

La poésie occupe une place importante dans la littérature québécoise. Elle se rattache à la poésie de langue française et exprime un imaginaire ancré dans des références propres au Québec, tels que sa culture, sa réalité sociale, sa politique, son territoire et son histoire.

## Histoire

### Premiers poèmes
Les récits de voyage de la Nouvelle-France sont généralement considérés comme les premiers écrits de la littérature québécoise. Les découvreurs décrivent non seulement le paysage, mais aussi « nomme[nt] le pays ». Leur tâche consiste à parcourir le territoire, sur la terre et sur mer, et d'y découvrir également la parole même de ses habitants. L'histoire de la Nouvelle-France, selon le critique Jean Royer, se présente ainsi sur le plan littéraire comme une « aventure de langage ».

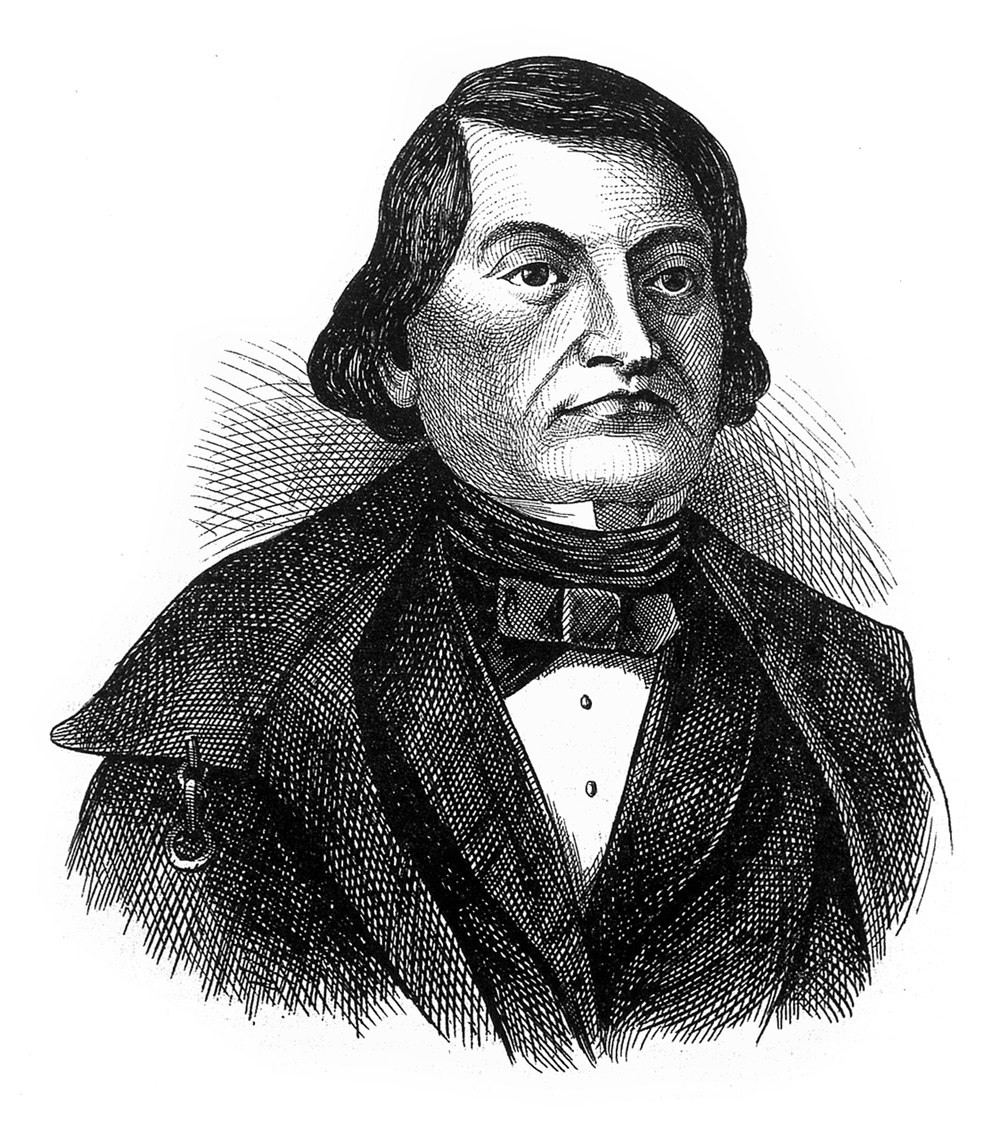
Michel Bibaud

À travers les récits de voyage, où se trouvent des traces d'épopée populaire, d'ethnographie et de folklore (comme dans Les muses de la Nouvelle-France de Marc Lescarbot produit en 1606), l'une des premières histoires rimées d'exploits et de paysages de cette époque est la populaire Chanson des voyageurs. Transmise de génération en génération depuis les premiers découvreurs, cette vieille romance française adaptée au pays par les canotiers, les voyageurs de traite et les interprètes est aujourd'hui connue sous le nom d'À la claire fontaine. À la suite de la Conquête, cette ancienne histoire d'amour aurait pris un sens symbolique : l'amoureux était le Canadien et l'amante l'ancienne France.

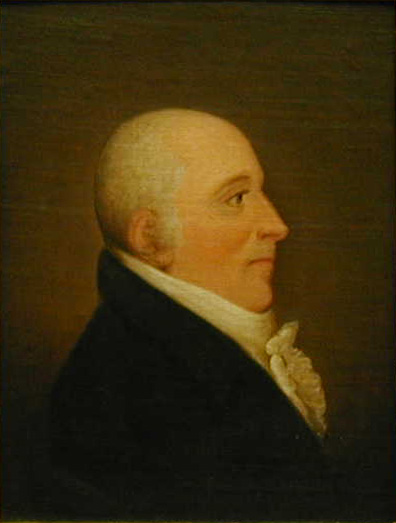
Joseph Quesnel

À partir des années 1760, des chansons-poèmes commencent à être publiées dans les journaux comme La Gazette de Québec. Dans ce contexte, l'élite canadienne coupée de ses racines françaises commence à prendre conscience de sa survie et organise sa résistance contre l'occupant anglais. Celle-ci décide de fonder des organismes qui lui permettront de récupérer ses légendes et son histoire. C'est au sein de ces organismes que se publient des pièces en vers, mais aussi « des fables, des satires et des chansons patriotiques et que vont se rejoindre un certain temps la poésie populaire et celle de l'élite ». Deux poètes en particulier se démarquent à cette époque. Établi à Montréal en 1780, Joseph Quesnel écrit des pièces de théâtre, des chansons et des poèmes. Au début du XIXe siècle, Joseph Mermet produit également des dizaines de poèmes, dont l'un sur la victoire canadienne-française lors de la Bataille de Châteauguay, survenue durant la Guerre de 1812.
Des recueils de chansons (sans partitions) d'auteurs anonymes sont publiés à partir de 1821. Toutefois, le plus ancien recueil de poésie attribuable à un auteur du Bas-Canada est Épîtres, satires, chansons, épigrammes et autres pièces de vers de Michel Bibaud, paru en 1830. Enseignant devenu journaliste, fondateur de plusieurs périodiques, Bibaud est un animateur important de la vie littéraire de son époque.

### Affirmation du sentiment national par la poésie
Au XIXe siècle, la littérature canadienne-française survit et s'affirme surtout par la poésie. Influencée par son héritage français et par le romantisme, cette poésie se démarque par son fort patriotisme et par son goût développé pour l'expression poétique.
Durant les années 1830, le Bas-Canada entend faire valoir ses droits au sein de l'union créée en 1791. Des chansons de patriotes anonymes sont publiées dans les journaux. Puis, en 1837, les rébellions éclatent dans une tentative de créer une république au Bas-Canada. Les Patriotes prennent les armes. En réaction, les autorités britanniques mobilisent leurs troupes armées et livrent une lutte sans merci contre les partisans de l'indépendance. En 1838, les Patriotes sont battus. Douze d'entre eux sont pendus, tandis que plusieurs journalistes et militants sont emprisonnés. À la suite de ces événements, une résistance culturelle s'organise.
En réponse au portrait brossé par lord Durham, décrivant les Canadiens français comme « un peuple sans histoire et sans littérature », l'historien François-Xavier Garneau rédige L'Histoire du Canada, le premier ouvrage racontant l'histoire nationale des Canadiens français. À l'instar de son contemporain Pierre-Joseph-Olivier Chauveau, Garneau s'inspire aussi de la poésie d'Alphonse de Lamartine et de Victor Hugo pour produire quelques poèmes de son cru. De son côté, James Huston publie à partir de 1848 le Répertoire national de la littérature canadienne. Ce Répertoire réunit en quatre volumes l'anthologie d'une littérature éparpillée dans des publications éphémères et qui serait autrement perdue. Durant cette même période, deux petits groupes de gens instruits et désireux de diffuser la culture de langue française fondent l'Institut canadien de Montréal et celui de Québec, en vue d'offrir aux écrivains et aux amateurs des choses de l'esprit des lieux de rencontre pour échanger leurs idées et, entre autres choses, leurs poésies.

#### Première génération

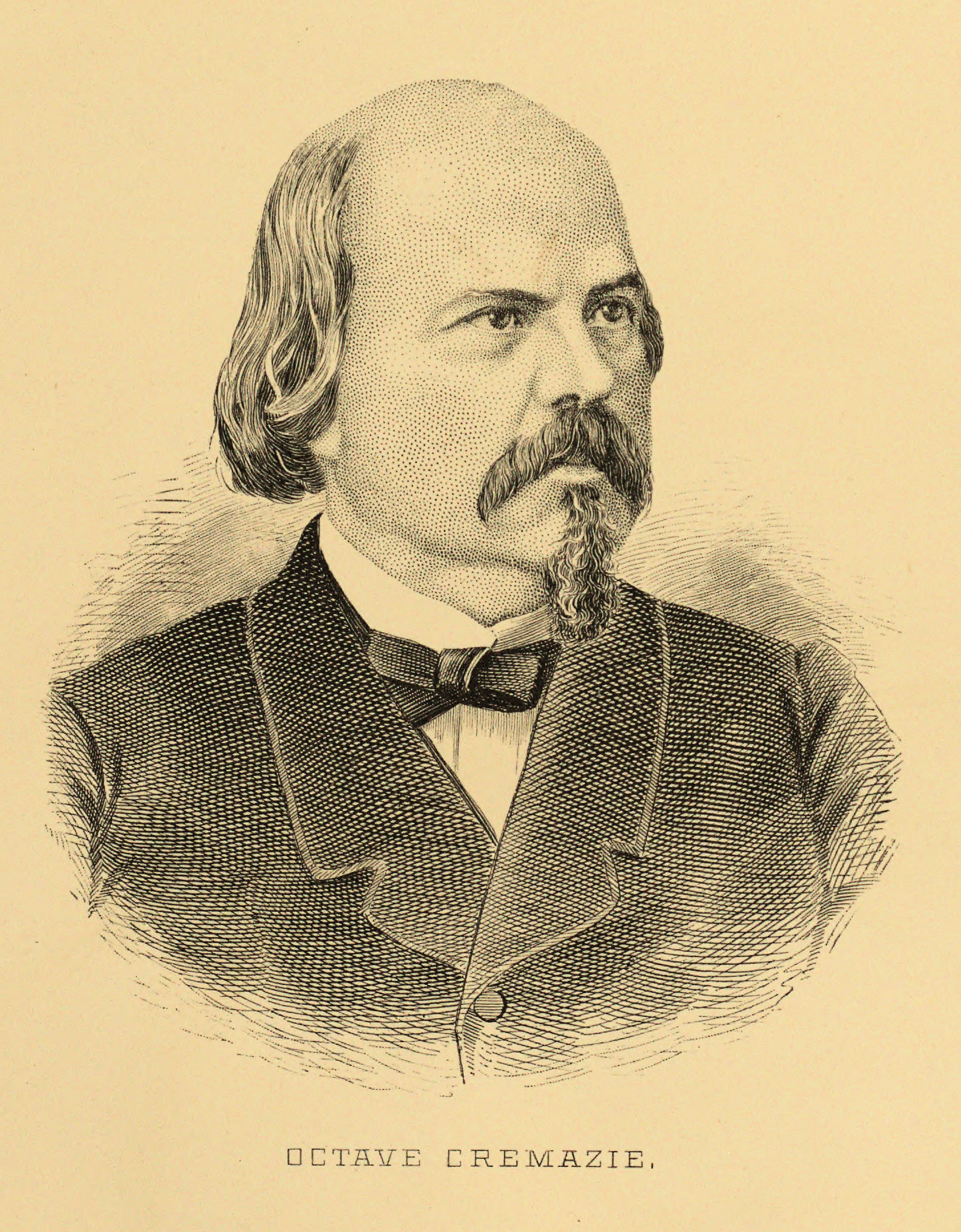
Octave Crémazie

Les principaux poètes marquant le genre au XIXe siècle peuvent être distingués en trois générations. La première apparaît au tournant des années 1850. On y trouve Joseph Lenoir, qui se fait connaître par ses récits exotiques et ses traductions en vers des œuvres de Robert Burns, Goethe et Longfellow, ainsi que Louis-Joseph-Cyprien Fiset, produisant de longs poèmes racontant des récits historiques du Canada, ainsi que sur la crise de l'émigration des Canadiens français vers les États-Unis.
Le plus connu de cette première génération de poètes est sans contredit Octave Crémazie. Membre fondateur de l'Institut canadien de Québec en 1847, cet écrivain et libraire se fait connaître par ses chants patriotiques et ses poèmes de circonstance publiés dans les journaux, soulignant des occasions ou des événements particuliers. Influencé par Hugo, Musset, Sainte-Beuve, Guizot et Mérimée, Crémazie commence à être reconnu par la critique à la suite de la publication de son poème « Le vieux soldat canadien » en 1855. Tout en traitant d'une variété de sujets (comme les exploits des héros de la Nouvelle-France, ainsi que la guerre de Crimée et l'unification de l'Italie), son œuvre demeure surtout animée par le désir d'exprimer le sentiment national des Canadiens français. Celui-ci trouve sa plus forte affirmation dans le poème épique « Le Drapeau de Carillon », publié en 1858. Dans ce poème, Crémazie raconte les tribulations d'un soldat canadien-français se rendant à Versailles en portant le drapeau de Carillon, afin de demander secours à la France à la suite de la défaite de Montcalm sur les Plaines d'Abraham. Mis en chanson, ce poème devient un symbole très populaire de la survivance française en Amérique. Le succès du « Drapeau de Carillon » est tel qu'il consacre Octave Crémazie poète national,. Toutefois, cette consécration sera brusquement interrompue par le départ précipité de Crémazie pour la France en 1862.

#### Deuxième génération

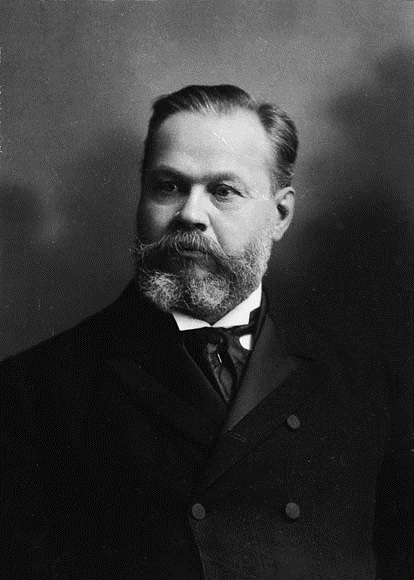
Louis-Honoré Fréchette

Une deuxième génération de poètes fait son apparition durant les années 1860. Ayant grandi à l'époque des Patriotes, puis de l'Acte d'Union, cette génération s'inscrit dans la continuité de la vague romantico-patriotique incarnée par Octave Crémazie, puis associée à l'École littéraire de Québec. Parmi eux, on compte Alfred Garneau, fils de l'historien François-Xavier, qui compose en tout une soixantaine de poèmes « témoignant de sa sensibilité et de sa vaste connaissance de la poésie française ». On compte également Pamphile Le May, bibliothécaire de l'Assemblée législative et auteur d'une dizaine de recueils de poèmes, incluant une traduction française du poème Évangéline de Longfellow. Son recueil le plus célèbre, Les Gouttelettes, se démarque par son usage du sonnet et par sa fidélité aux thématiques de sa jeunesse (la beauté des paysages champêtres, l'amitié, la religion et le patriotisme).
De cette génération, le plus marquant demeure Louis Fréchette. Avocat de formation, Fréchette produit une œuvre variée et abondante le faisant jongler avec les titres de poète, conteur, dramaturge, mémorialiste, journaliste et polémiste. Son premier recueil de poèmes (Mes loisirs, publié en 1863) offre une série de textes inspirés du style de Lamartine, accordant une grande place au sentiment amoureux et expérimentant avec différentes formes métriques. Malgré la valeur de son travail formel, ce premier recueil est froidement accueilli par la critique de l'époque. S'éloignant peu à peu de la poésie intimiste, Fréchette se tourne alors vers une écriture cherchant à exalter le sentiment patriotique. Ce sentiment se retrouve notamment dans son recueil La Voix d'un exilé, publié en 1866, offrant un plaidoyer rimé contre le projet de Confédération, et dans son recueil La Légende d'un peuple, publié en 1887, racontant les exploits des héros de l'histoire du Québec, de la découverte de l'Amérique jusqu'au début de l'époque contemporaine. Inspiré par Hugo de même que par Crémazie, la « célébration hugolienne de l'Amérique et de la patrie est souvent citée comme l'une des principales réussites poétiques de Fréchette ». Le succès de son œuvre finit par dépasser les frontières de son pays et, en 1880, Louis Fréchette reçoit le prix Montyon de l'Académie française pour son recueil de poèmes Les Fleurs boréales. Il devient ainsi le premier poète québécois à être honoré par cette institution.

#### Troisième génération
Après une période de stagnation, une troisième génération de poètes se forme à partir de 1875. Celle-ci est incarnée surtout par Nérée Beauchemin, William Chapman et Eudore Évanturel.
Médecin de campagne originaire de Yamachiche en Mauricie, Beauchemin décrit le quotidien dans un monde rural, avec un attachement pour la campagne porté par une discrète nostalgie. Sa poésie exprime également l'idée de patrie mais de façon plus intime, le rapprochant de Le May plutôt que de Fréchette.
Homme de plusieurs métiers (journaliste, traducteur, fonctionnaire et libraire), William Chapman fait paraître son premier recueil en 1876. Écrivant dans un style « à la fois romantique, patriotique, et plutôt conservateur », il dédie la plupart de ses poèmes à des figures influentes de son époque, dont l'abbé Henri-Raymond Casgrain ainsi que Louis Fréchette. Toutefois, une vive querelle l'opposera à ce dernier à compter de 1893, après l'avoir accusé de plagiat dans ses critiques littéraires. Ne reculant pas devant la polémique, Fréchette lui répondra par une série d'articles virulents et les deux hommes entretiendront leur querelle jusqu'à la mort de Fréchette, en 1908.
Petit-fils d'un « soldat de l'Empire », suivant les encouragements de son ami auteur Joseph Marmette, Eudore Évanturel fait paraître son premier recueil en 1878. Inspirée par Musset et Verlaine, sa poésie traite de l'amour, de la mort et de l'art avec une lucidité mélancolique et des touches d'ironie. Proche des parnassiens, il se démarque par son attitude « farouchement individualiste, sobre et dépouillée ». Toutefois, Évanturel voit sa poésie taillée en pièce par la critique officielle. Celle-ci lui reproche de n'être ni patriotique ni religieuse, à l'opposé de la tradition promue par ses aînés. Rejeté, il cesse d'écrire et s'exile pour travailler comme archiviste du Québec à Boston.
Peu à peu, le patriotisme en poésie passe au niveau local, régional. L'épopée passe à la petite patrie et à des sujets plus personnels.

### École littéraire de Montréal

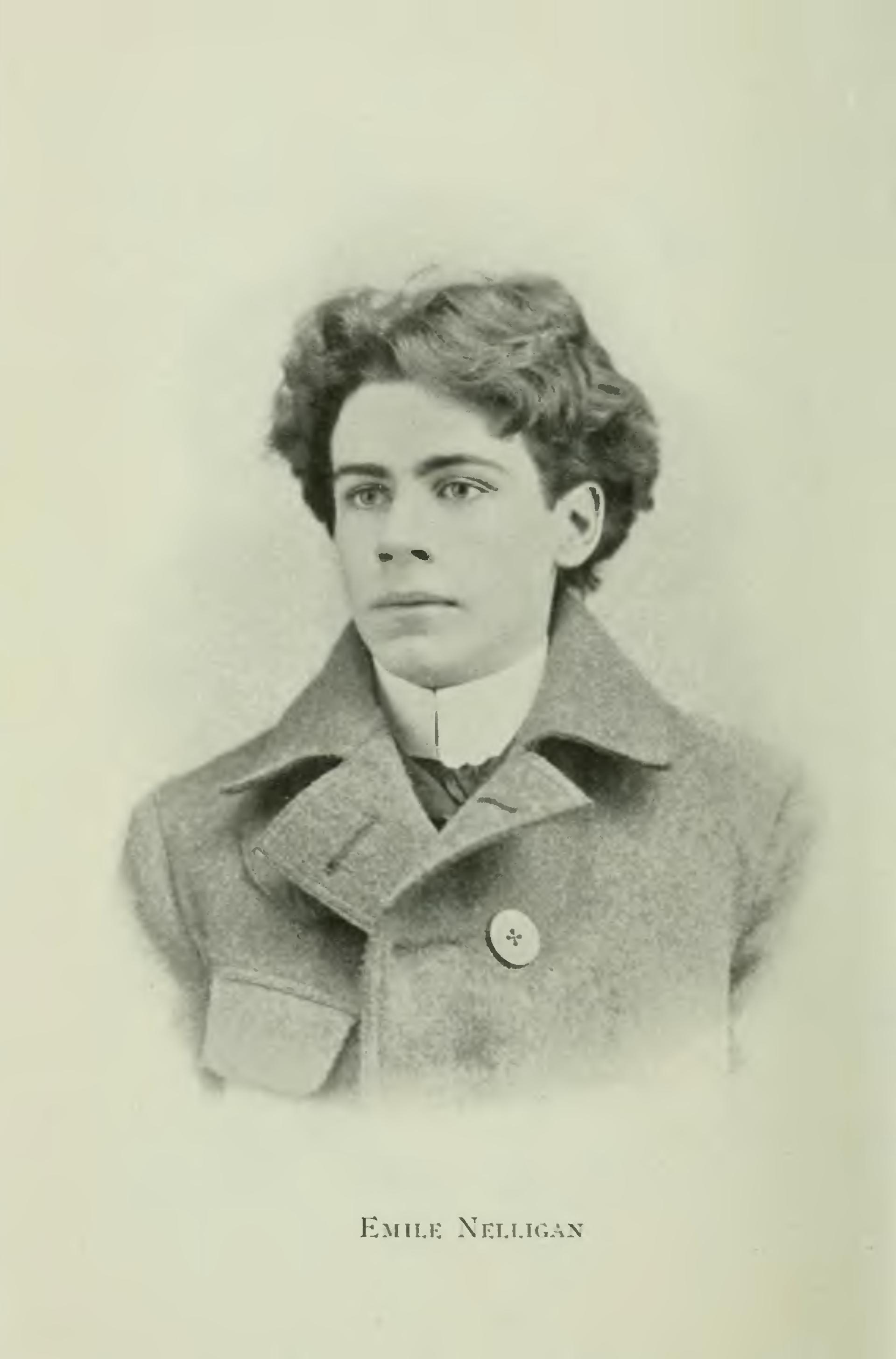
Émile Nelligan

#### Émile Nelligan
En 1895, un groupe dirigé par Henry Desjardins propose à Édouard-Zotique Massicotte de l'Institut canadien de Montréal de fonder ensemble une nouvelle société qui permettrait de réunir des poètes pour réciter en public leurs vers et faire connaître leurs manuscrits. C'est ainsi que naît l'École littéraire de Montréal.
Ne défendant aucun credo littéraire, ce mouvement rassemble des écrivains d'influences romantique, parnassienne (axée sur la recherche d'une pureté esthétique, en réaction au lyrisme subjectif et sentimental du romantisme) et symboliste (axée sur la suggestion, la métaphysique et le culte des « Idées », en réaction au naturalisme et au matérialisme). À partir de 1898, le groupe décide de tenir des séances publiques au château Ramezay. C'est dans ce lieu que se produit un jeune poète qui marquera à jamais l'histoire littéraire québécoise : Émile Nelligan. Fils d'Irlandais, ayant adopté la culture de sa mère canadienne-française, le jeune homme à la « tête d'Apollon rêveur et tourmenté » est un protégé du critique Louis Dantin et de la journaliste Françoise. En rupture complète avec le système social et scolaire de son temps, lisant, mémorisant et collectionnant des poèmes, Nelligan choisit dès l'âge de seize ans de se consacrer tout entier à son art. Malgré ses rares apparitions aux soirées du château Ramezay, il éblouit chaque fois le public par son intensité. Inspirée par Verlaine, Baudelaire, Rodenbach, Rollinat, Poe, de Hérédia et Leconte de Lisle, sa poésie « à la fois symboliste et parnassienne aura modernisé comme en un éclair celle de son époque ».

Le 26 mai 1899, en réponse aux critiques, il récite sa « Romance du vin ». Selon Jean Royer, cette lecture provoque une véritable euphorie au sein de la petite assemblée, au point où Nelligan est par la suite porté en triomphe dans les rues de Montréal. Toutefois, cette jeune comète disparaît brusquement du ciel littéraire deux mois plus tard, lorsque Nelligan se fait interner dans une clinique médicale.

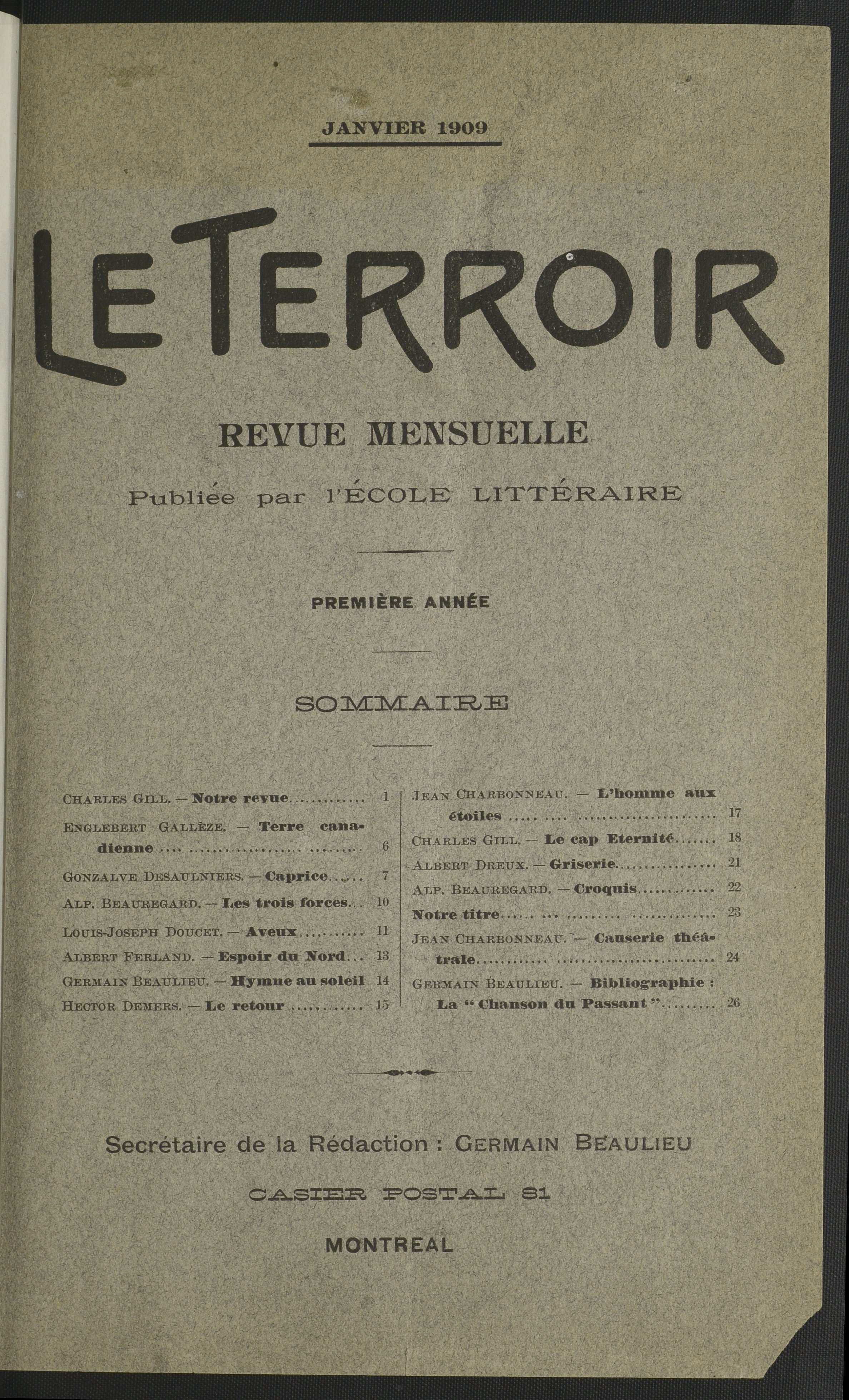
Le Terroir

#### Exotiques contre régionalistes

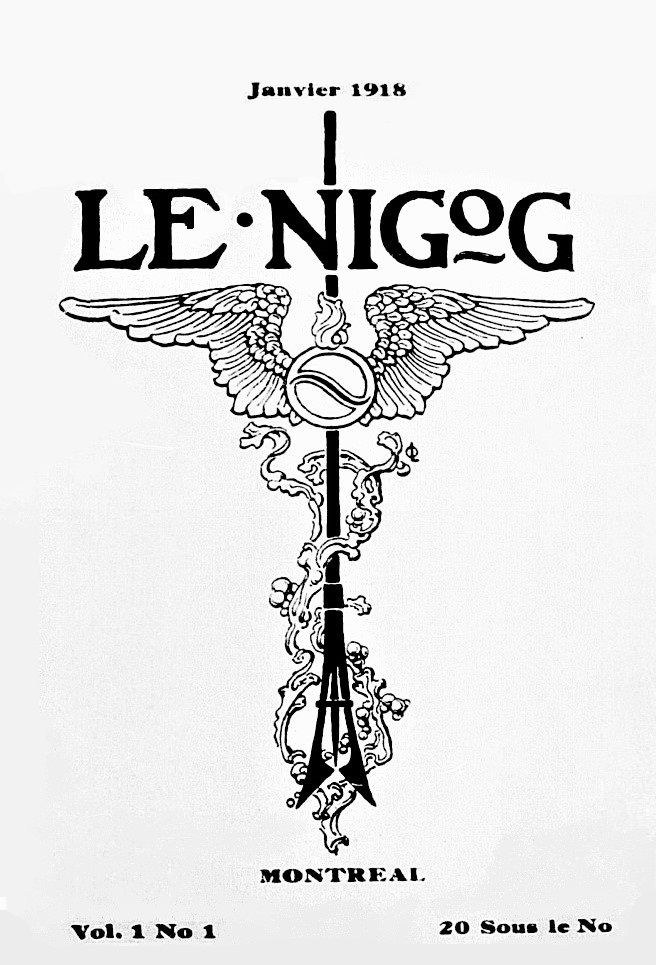
Le Nigog

Après 1900, le rêve du mouvement symboliste finit par s'estomper. Toutefois, le passage de Nelligan au sein de l'École littéraire de Montréal laisse des traces. Deux tendances se forment alors. La première cherche à poursuivre la vocation patriotique et morale de la littérature, ramenant la poésie à une échelle plus intimiste. Ces « régionalistes » fortement attachés à leur patrie développent une littérature de la vie rurale, où les rivières, les forêts, les champs labourés et les villages sont décrits avec une douce nostalgie, rappelant à l'occasion les chansons des premiers colons. Cette tendance se retrouve concentrée dans une revue éphémère mais marquante, Le Terroir, publiée pendant dix numéros en 1909. Elle regroupe un bon nombre d'auteurs, dont Albert Ferland (Le Canada chanté, 1908-1910), Blanche Lamontagne (Visions gaspésiennes, 1913; Par nos champs et nos rives, 1917), Charles Gill (Le cap Éternité, 1919), Alphonse Désilets (Heures poétiques, 1910; Mon pays, mes amours, 1913; Dans la brise du terroir, 1922), Alfred DesRochers (L'Offrande aux vierges folles, 1928; À l'ombre de l'Orford, 1929) et Jean Narrache (Quand j'parl' tout seul, 1933).
À ces poètes de sensibilité catholique et nationaliste s'oppose une deuxième tendance, formée par des artistes et des esthètes inspirés davantage par le mouvement parnassien et l'avant-garde parisienne de la Belle Époque. Ces derniers, comme Nelligan, cherchent à se tenir à l'écart de toute réalité nationale au profit d'une poésie plus individualiste. Ils se tournent aussi vers des thèmes universels comme l'amour, la mort, l'exil, le rêve, ou encore l'art pour l'art. Ces « exotistes » gravitent autour d'une autre revue, également éphémère mais marquante, Le Nigog. Cette tendance regroupe des poètes aussi variés qu'Arthur de Bussières, Jean Charbonneau (Les blessures, 1912), Guy Delahaye (Mignonne allons voir si la rose… est sans épines, 1912), René Chopin (Le cœur en exil, 1913), Marcel Dugas (Psyché au cinéma, 1916), Paul Morin (Paon d'émail, 1911; Poèmes de cendre et d'or, 1922) et Jean-Aubert Loranger (Les atmosphères, 1920; Poëmes, 1922).

### Modernité et voix féminines

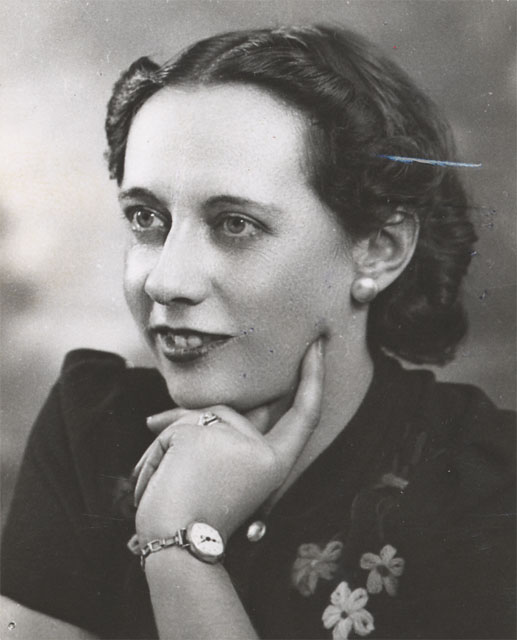
Alice Lemieux

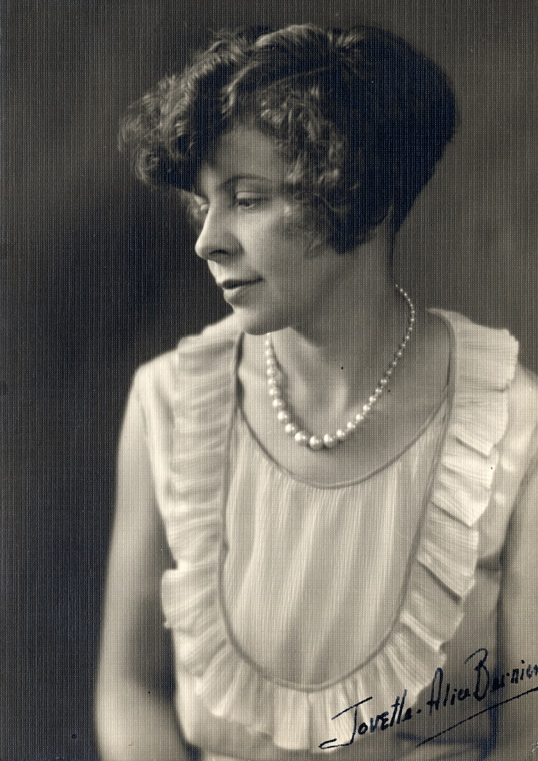
Jovette Bernier

À partir des années 1920, un vent de modernité souffle sur la poésie québécoise. Délaissant les formes traditionnelles, les poètes se tournent peu à peu vers l'expérimentation avec des formes plus libres. Également, on remarque une présence de plus en plus importante des femmes dans l'activité poétique. Elles participent notamment aux deux mouvements régionaliste et exotiste. Elles ont en commun une volonté de libération s'exprimant tant au niveau du langage que de la thématique.
Le lyrisme féminin de cette période se concentre sur le thème de l'amour, mais touche peu aux débats idéologiques ou politiques. Sans être mièvre ni précieuse, cette poésie est investie de passion, de révolte et de conscience d'une condition féminine souvent jugée inacceptable. Ainsi, dans le recueil Opales (1920) d'Hélène Charbonneau, l'autrice délaisse les vers classiques pour faire des versets. Sa poésie écrite au « je » parle du thème de l'amour à travers ses sensations et ses sentiments, sur le ton de la confidence. Le désir amoureux est également présent chez Simone Routier, Alice Lemieux, Jovette Bernier, Éva Senécal, Medjé Vézina et Cécile Chabot.

### Dépression, guerre et quête d'absolu
Trois poètes renouvellent le souffle poétique durant les années 1930. Tout en gardant la prosodie traditionnelle, Alfred DesRochers apporte le réalisme en poésie et y introduit le langage populaire. Influencée par les poésies française, anglaise et américaine, sa poésie se présente comme une manière de chanter. Celle de son ami Robert Choquette évoque dans Metropolitan Museum (1931) le choc des cultures, célébrant la civilisation américaine et la vie moderne. Enfin, Clément Marchand prête à son art ses convictions politiques. Dénonçant l'exploitation par le grand capital de l'ancien paysan devenu prolétaire, sa poésie de la révolte s'inscrit dans une volonté de maîtrise du destin collectif.

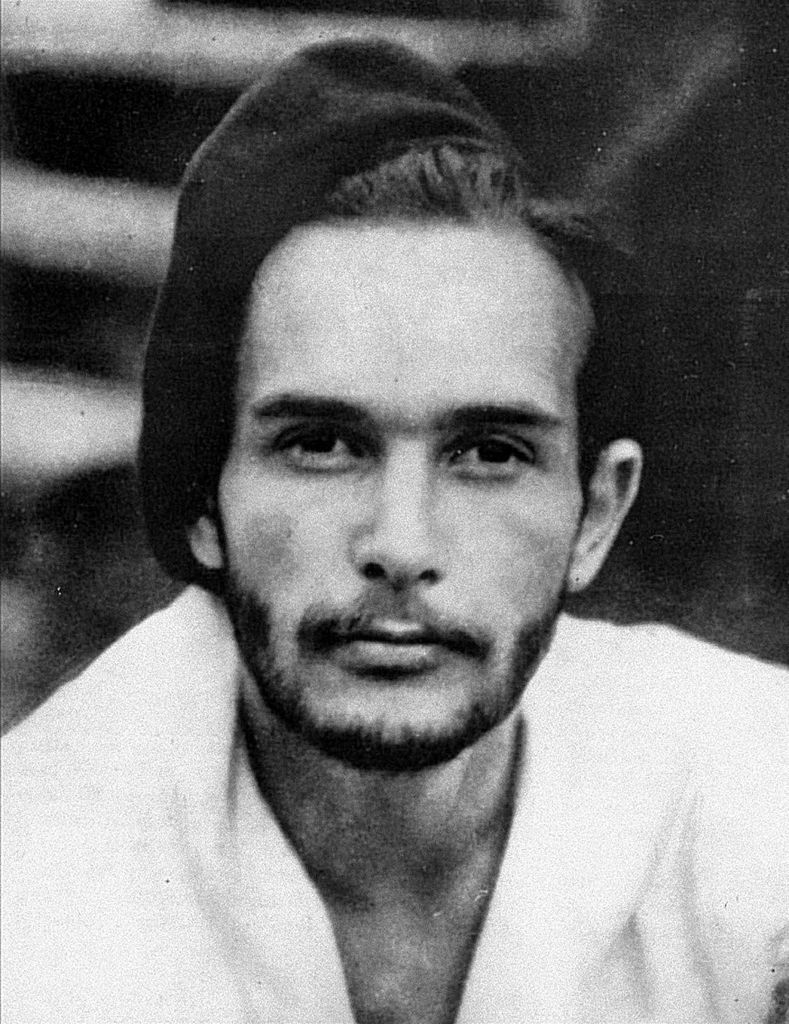
Hector de Saint-Denys Garneau

En 1937, Hector de Saint-Denys Garneau fait une entrée remarquée dans le monde poétique québécois avec son recueil Regards et jeux dans l'espace. Ses poèmes à forme libérée témoignent d'une quête d'absolu. Poète et artiste peintre, son attirance pour l'esthétique moderne contribue à repousser le lyrisme académique en jouant avec les formes et les regards existentiels. Animé par le désir d'unir la poésie et la vie, toutefois, ses poèmes suscitent davantage l'incompréhension que l'admiration, dès leur publication. Face à cet échec, le poète se sent comme un imposteur. Comme Nelligan, son passage dans le ciel étoilé de la poésie québécoise est aussi bref que fulgurant. En 1943, Saint-Denys Garneau meurt subitement à l'âge de 31 ans. Une certaine postérité le transforme en martyr de sa société, jugée comme retardataire et étouffée par le poids des traditions,.
Après la Seconde Guerre mondiale, l'effet du passage de Saint-Denys Garneau se fait sentir. Comme le résume Jacques Blais, à compter de cette période, « [l]e poète se familiarise avec le monde [et] communique la vision chaleureuse d'un univers habitable, où s'harmonisent spirituel et matériel. Des tempéraments poétiques autonomes surgissent, et entonnent, chacun à leur manière, le chant du monde ». Parmi ces nouvelles voix se trouvent Rina Lasnier, Alain Grandbois et Anne Hébert. Inspirée d'abord par la Bible et la religion, l'œuvre de Lasnier passe d'une sérénité spirituelle à une angoisse de solitude. Sa poésie constitue le chemin, de la vie à la mort, d'une victoire sur cette solitude angoissante.
Grand voyageur et descendant de l'explorateur Louis Jolliet, Alain Grandbois passe par plusieurs pays d'Europe avant de publier ses premiers poèmes en Chine, en 1934. Dix ans plus tard, il publie son premier recueil, Les îles de la nuit. Dans un style lyrique et décrit comme « non plus rugueux comme celui de Saint-Denys Garneau », Alain Grandbois se révèle « un grand poète de l'amour contre la mort ». Il prolonge les rapprochements romantiques des amoureux, donnant à ces sentiments provoqués par la nature une dimension surréaliste.
Enfin, la cousine de Saint-Denys Garneau, Anne Hébert, manie une poésie dont la démarche vise à rompre avec la solitude et à agir de façon concrète, avec les forces de la vie. Dans les poèmes de son recueil, Le tombeau des rois (1953), la narratrice marche contre les forces des ténèbres, tout en assumant la révolte et la rage, jusqu'à descendre à ce « tombeau des rois » pour tuer les fantômes la privant de la lumière. Le courage et le désir d'affronter le monde avec lucidité doivent l'emporter sur le songe, la solitude et la mort. Pour le critique Jean Royer, les poèmes d'Anne Hébert constituent « une marche initiatique vers la lumière contre une poétique de la rêverie et du malheur ».

### Surréalisme
Après un bref séjour en Europe, le peintre Alfred Pellan revient à Montréal pour enseigner à l'École des beaux-arts. Il fait découvrir le surréalisme à son ami Paul-Émile Borduas, professeur à l'École du meuble, et à Albert Dumouchel, professeur à l'École des arts graphiques. Autour de ces trois professeurs se regroupent des artistes, dont plusieurs poètes.
En février 1948, le groupe d'Alfred Pellan publie son manifeste, le Prisme d'yeux, écrit par Jacques de Tonnancour. Six mois plus tard, le groupe des Automatistes, dirigé par Paul-Émile Borduas, publie un autre manifeste : le Refus global. Celui-ci fait appelle non seulement à faire place à la magie en arts, mais aussi à la révolte contre l'autorité et les traditions, en particulier l'Église catholique. Revendiquant une véritable révolution sociale au Québec, le Refus global provoque de fortes réactions au sein de la société. Dans un contexte social fortement dominé par les valeurs traditionnelles et la religion catholique, sa publication et les expositions des Automatistes font polémique.
Rapidement, le mouvement surréaliste et le groupe des Automatistes de Borduas font naître une poésie qui se veut « tour à tour imagination pure et "sœur jazz", révolte sociale et paysage intérieur ». Comptant parmi les œuvres « les plus importantes de la poésie québécoise » selon le critique Jean Royer, cet esprit surréaliste s'incarne d'abord dans les créations de Claude Gauvreau et de son langage « exploréen ». Il s'incarne aussi dans les vers de Paul-Marie Lapointe (Le Vierge incendié, 1948) qui, bien que loin des Automatistes, traite de thèmes comme la quête de justice, la liberté sexuelle et le pouvoir libérateur de l'amour par une poésie qui se veut un art de l'improvisation, à la manière du jazz.
Le poète Gilles Hénault fait également partie du mouvement, fréquentant tous les groupes littéraires et artistiques de son époque, en plus de faire de l'action syndicale et de la critique d'art. Selon le critique Jean Royer, dans la poésie de Hénault se retrouvent « les principaux thèmes fondateurs de la poésie québécoise moderne : le temps primordial, la liberté d'aimer, la fraternité et la figure de l'Amérindien ». Enfin, Roland Giguère, élève d'Albert Dumouchel, participe au mouvement Phases relié aux surréalistes d'André Breton. Selon le critique Jean Royer, sa poésie fait partie d'une démarche d'artiste surréaliste révolutionnaire, joignant la puissance de la parole à la puissance de l'image : « Je peins pour parler comme j'écris pour voir ».

### Poésie de la nature

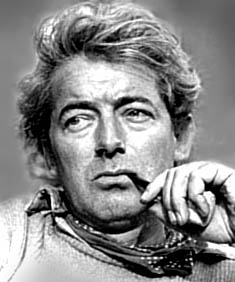
Félix Leclerc

Durant les années 1940, deux poètes en particulier campent leur poésie dans un univers consacré à la nature : Alphonse Piché et Félix Leclerc.
Inspiré par François Villon, Alphonse Piché forge des vers cherchant à exprimer, selon Jean Royer, « dans les formes les plus connues de la langue française l'âme inconnue du petit peuple québécois ». Autodidacte et solitaire, à la fois baroque et néoclassique, il adapte les formes classiques aux réalités de ses contemporains (notamment dans les Ballades de la petite extrace, publiées en 1946).
De son côté, Félix Leclerc trouve dans la nature des métaphores sur la condition humaine (Andante 1944; Pieds nus dans l'aube, 1946). Son œuvre poétique, écrite surtout en prose, se rapproche souvent du conte et de la fable et cherche les endroits où s'accordent les saisons de l'homme à celles de la nature. Ses récits, en quête de sagesse, prennent peu à peu la forme d'une autobiographie nationale, faite de grandeurs et de misères, s'attachant aux petites gens. Délaissant la prose au profit des vers, Félix Leclerc se consacre ensuite à la création de chansons. Ses poèmes chantés connaissent d'ailleurs un important succès en France, inaugurant le genre chansonnier à son retour au Québec, au début des années 1950.

### Poésie de la nation
Au début des années 1950, les poètes demeurent isolés et peu connus au Québec. Leurs lieux de rencontre sont également rares et discrets. À cette époque dite de « Grande noirceur », la société québécoise est dominée par les élites traditionnelles, incarnées par l'Église catholique et par le gouvernement dirigé par Maurice Duplessis. Malgré leur pouvoir, un décalage s'installe entre leur discours (valorisant la vocation agricole et la piété religieuse du peuple québécois) et la réalité observable (discrimination envers les francophones, domination économique anglophone, pratiques politiques douteuses, etc.). Dans le milieu des arts en particulier, un nombre grandissant de gens ne se reconnaissent plus dans les valeurs conservatrices des dirigeants, jugés comme dépassés par les événements et hostiles à la nouvelle réalité émergente. C'est pourquoi, en 1953, un groupe de six personnes fondent les Éditions de l'Hexagone. S'appuyant sur une conception historique et globale de la littérature, ne se revendiquant d'aucune école esthétique ni mouvement idéologique, l'Hexagone cherche à rompre avec une littérature passéiste et de survie pour encourager la publication d'œuvres modernes, porteuses d'une sensibilité nouvelle. L'Hexagone se présente à la fois comme un carrefour et un catalyseur de l'action des poètes, dans le but d'« élever la poésie québécoise au rang des littératures nationales » et d'« ainsi accéder à l'universalité ».
Le principal animateur de l'Hexagone est le poète Gaston Miron. Poète de l'amour et de la patrie, Miron disperse ses écrits dans les journaux et les revues. Assumant l'humiliation et la pauvreté liées à la langue française au Québec, il cherche à échapper à une solitude aliénante en donnant à sa poésie la voix de sa conscience sociale. Ses écrits entendent donner à la langue le pouvoir de nommer et d'inventer une réalité proprement québécoise. Cette langue est présente dans le premier recueil publié par l'Hexagone, Deux sangs, en 1953. Nommant un espace, puis bientôt un pays, désormais consciente d'un destin, cette langue quitte la plainte et cède le pas à la tendresse et à la nostalgie (comme chez Luc Perrier, Jean-Paul Filion et Jean-Guy Pilon). Elle embrasse les éléments du paysage, du territoire et des saisons du Québec (Pierre Perreault, Gatien Lapointe). Cette langue à la recherche d'une patrie s'accompagne aussi d'une recherche du bonheur. Si le Québec a longtemps été sous le joug de l’Église, les poètes de la modernité ne tournent pas tous le dos à la spiritualité. Avec Ces anges de sang (1955), Fernand Ouellette amorce une œuvre poétique dans laquelle le sacré prendra de plus en plus d’importance. La poésie questionne aussi le quotidien, la réalité urbaine (Claude Fournier, Gilles Constantineau), l'intimité, le rêve, la sensualité (Louise Pouliot, Alain Marceau, Andrée Chaurette).
D'autres poètes continuent également d'explorer un univers plus personnel, traitant d'un monde imaginaire pur (comme Sylvain Garneau dans Les trouble-fête, 1952), des plaisirs de l'amour (Éloi de Grandmont dans Plaisirs, 1953), d'un monde intimiste illuminé par le bonheur (Gilles Constantineau, Simples poèmes et ballades, 1960), de l'étrangeté du quotidien (Luc Perrier, Du temps que j'aime, 1963) et du désir de vivre à travers une mystique féminine (Suzanne Paradis, Pour les enfants des morts, 1964).

### Révolution tranquille
À la suite de la fondation de l'Hexagone, les poètes se font de plus en plus nombreux. Alors que Maurice Duplessis disparaît et que commence la Révolution tranquille, d'autres maisons d'édition consacrées à la poésie sont fondées, de même que des revues, où l'on défend désormais une littérature qui passe de « canadienne-française » à « québécoise » (Liberté en 1959, Parti pris en 1963). Bientôt, les poètes ne sont plus les seuls à vouloir nommer leur pays. Les premières bombes du FLQ explosent lorsque Gaston Miron publie son poème « L'Octobre » dans la revue Liberté. Le Rassemblement pour l'indépendance nationale (RIN) se transforme en véritable parti politique en 1964, même année où Paul Chamberland publie Terre Québec. En 1967, alors qu'Yves Préfontaine publie son recueil Pays sans paroles (dénonçant le colonialisme), René Lévesque a déjà quitté le Parti libéral pour fonder le Mouvement souveraineté-association, qui deviendra l'année suivante le Parti québécois.
La poésie connaît également un essor populaire important par le monde de la chanson. Gilles Vigneault, Raymond Lévesque, Claude Gauthier, Claude Léveillée, Jean-Pierre Ferland et d'autres auteurs-compositeurs-interprètes popularisent le genre chansonnier, tandis que des interprètes comme Monique Leyrac chantent les vers de Vigneault et d'Émile Nelligan sur les musiques de Claude Léveillée et d'André Gagnon. Pauline Julien chante également la poésie de Vigneault, puis celle Gilbert Langevin sur la musique de François Cousineau.
À partir du milieu des années 1960, d'autres écritures apparaissent aux côtés des poésies du surréalisme et du nationalisme. Autour de la revue La Barre du jour (Nicole Brossard, Roger Soublière, Marcel Saint-Pierre), de la maison d'édition Les Herbes rouges et du mouvement de la contre-culture (Denis Vanier, Josée Yvon, Patrick Straram, Raôul Duguay), de nouvelles poésies travaillent et se découvrent des racines américaines et françaises. Celles-ci illustrent alors mieux que jamais la double polarisation du Québec entre la France et les États-Unis. Les réflexions pointues sur le texte côtoient aussi la révolte brute du mouvement beat. Désormais, la poésie québécoise s'interroge sur ce qu'elle a à dire et à faire. Les thèmes se multiplient. La sexualité, la folie et la quête de liberté absolue poussent les poètes à transgresser tous les tabous. L'injustice sociale, la perte des repères et le désenchantement du monde occupent une grande place dans leurs préoccupations. Le joual fait également son entrée dans la poésie. Autrefois perçu comme une forme abâtardie du français, le joual est désormais revendiqué comme symbole d'affirmation de l'identité québécoise (notamment dans les cantouques de Gérald Godin). Dans ces lieux d'avant-garde apparaissent des noms qui marqueront la poésie des années 1970 : Lucien Francœur, Jacques Brault, France Théoret, Michel Garneau, Roger Des Roches, Normand de Bellefeuille, Claude Beausoleil, Philippe Haeck et Yolande Villemaire.

### Années 1970

#### Nuit de la poésie
La poésie sort peu à peu des livres pour prendre place dans l'espace public. Le spectacle « Poèmes et chants de la Résistance », créé pour venir en aide aux felquistes emprisonnés Pierre Vallières et Charles Gagnon, est vu par plus de 20 000 personnes. Des soirées de poésie sont organisées à Québec (au café Le Chantauteuil), à Sherbrooke, ainsi qu'à Trois-Rivières. Au printemps 1968, une Semaine de la poésie est organisée par Claude Haeffly à la Bibliothèque nationale, à Montréal. Puis, le 27 mars 1970, un spectacle faisant place à la parole et à la création est organisé au Gesù de Montréal, rassemblant une cinquantaine de poètes sur scène durant près de douze heures. Cette « Nuit de la poésie » est marquée notamment par la lecture de la poésie en « exploréen » de Claude Gauvreau, des interventions ludiques de Raôul Duguay, de la musique de l'Infonie dirigé par Walter Boudreau et par la lecture de « Speak White » de Michèle Lalonde. Lors de cette soirée, selon le critique Jean Royer, « la musique, la chanson et le théâtre s'allient à la poésie » dans un événement phare « où l'on parle de pays, d'amour et de fraternité ».

#### Contre-culture et féminisme
Les années 1970 et 1971 sont marquées par la fondation de la revue de la contre-culture Mainmise, de même que des Écrits des Forges par Gatien Lapointe, des Éditions du Noroît où s'élabore notamment la poésie de Marie Uguay, et surtout par la Crise d'octobre.
En 1975, deux événements culturels avivent les consciences : la rencontre internationale de la contre-culture à laquelle participent Allen Ginsberg et William Burroughs, ainsi que la Rencontre québécoise internationale des écrivains. Cette dernière, ayant pour thème « La femme et l'Écriture », réunit une trentaine d'écrivains et d'écrivaines de l'Europe, de l'Amérique et du Québec. Cette rencontre contribue à l'essor du féminisme au Québec. Alors que des pionnières comme Hélène Charbonneau ou Isabelle Legris avaient travaillé de façon solitaire durant les années 1920 et 1940, désormais, la parole des femmes se multiplie en tous sens.
Dans la théorie et dans la fiction, la décennie est marquée par l'émergence du féminisme. Avec la fondation du Front de libération des femmes du Québec et de sa revue Québécoises deboutte! en 1971, des voix diverses prennent corps et mots. Les formes et les genres littéraires sont remis en question par l'écriture des femmes, notamment dans le théâtre (La Nef des sorcières dirigé par Luce Guilbeault et Les fées ont soif de Denise Boucher) et dans les romans (notamment dans L'Euguélionne de Louky Bersianik). Dans la poésie, les trois principales voix féminines de cette période sont Madeleine Gagnon, France Théoret et Nicole Brossard. Cette dernière, s'appuyant sur ses écrits théoriques publiés à La Barre du Jour, se démarque comme la figure féminine dominante en poésie québécoise, avec son travail de création d'une langue, d'un univers entièrement féminin.
Dans l'ensemble du corpus féminin, une certaine unité se dégage. Les textes s'interrogent sur eux-mêmes, se commentent au fur et à mesure qu'ils s'écrivent, réfléchissant non seulement sur leur forme, mais aussi sur l'authenticité de leur démarche et sur leur fonction politique. Le sujet-femme. L'intime et le quotidien sont questionnés. La violence faite aux femmes, dans leurs corps et leurs esprits, est dénoncée et mise de l'avant. L'amour et la sexualité sont également redéfinis, du thème de l'inceste jusqu'au lesbianisme.
Cette même année 1975 est aussi marquée par la fondation des Éditions de la Pleine lune, première maison d'édition consacrée exclusivement aux femmes autrices, par Ginette Nault, Louise Petitclerc, Reuwena Ross, Daphné Savides et la poétesse Marie Savard.
Loin des expériences formalistes de caractérisant la poésie de cette période, l'œuvre de Marie Uguay est caractérisée par sa rigueur, sa clarté et sa limpidité. Refusant le lyrisme et la métaphore, son œuvre est tournée vers un monde réel et intimiste, fait de sensations, de plaisirs et de désirs :« Poésie du corps, de la sensation vive et du rythme, poésie également du lieu, riche d'images subtiles et lumineuses qui forment de petits tableaux harmonieux, minutieusement découpés, poésie enfin de l'amour qui en est le thème central ». Comme Saint-Denys Garneau, Marie Uguay vit l'écriture de façon pleine et entière poétique. Hélas, également comme lui, la mort viendra la cueillir très jeune. En 1981, atteinte par un fulgurant cancer des os, Marie Uguay s'éteint à l'âge de seulement 26 ans.

### Années 1980

#### Désillusions et retour de la subjectivité
Le début de la décennie 1980 s'accompagne de nombreuses désillusions et déceptions. Avec la défaite des indépendantistes au référendum du Parti québécois et la mort de John Lennon, en passant par la victoire de Ronald Reagan et le début de la récession économique, les idéologies de gauche cèdent peu à peu leur place au néolibéralisme. En poésie, cet effondrement coïncide avec un retour de la subjectivité, du lyrisme. Le quotidien, l'intime et même le religieux deviennent les principales préoccupations des poètes. Cette expérience subjective d'une réalité formelle se retrouve par exemple dans la poésie de Michel Beaulieu, s'attachant aux émotions, aux circonstances du quotidien, aux lieux de l'intimité, cherchant une forme d'union entre le vécu et le littéraire. Elle se trouve aussi chez Paul-Marie Lapointe (écRiturEs, 1980) et Claude Beausoleil (Une certaine fin de siècle, 1983; S'inscrit sous le ciel gris en graphiques de feu, 1985). Chez Jacques Brault, (Trois fois passera, 1981; Moments fragiles, 1984), la poésie affronte la solitude de l'existence à l'approche du nouveau millénaire.
Selon Pierre Nepveu, de nombreux textes de cette période sont également traversés par une impulsion métaphysique « qui dit à la fois le désarroi de la conscience moderne et sa recherche renouvelée de réponses aux grands problèmes de la mort, de l'origine, de l'amour ». Les questions de l'amour, du désir, de la passion ainsi que de la mémoire de l'enfance, du deuil et de la mort occupent également une grande place chez Louise Dupré (Chambres, 1986) et Hélène Dorion (Hors champ, 1986).

#### Humour et colère
La subjectivité se trouve exprimée aussi à travers l'humour, souvent associé à la contre-culture, tantôt par la dérision, la subversion ou encore les jeux de mots. Par exemple, on retrouve cet humour dans les jeux de langage de Marc Favreau, avec son personnage Sol. À travers les préoccupations individuelles et sociales, ce clown naïf réinvente le monde par ses jeux de langage, déformant les mots afin d'en faire dévier le sens et de susciter de nouvelles images. L'hôtesse de l'air devient ainsi l'altesse, la rétine la crétine, et pâmes et oisives deviennent pâmoisives. Cette métamorphose du langage par la réinvention des mots fait l'effet d'un miroir déformant la réalité, permettant de déboucher sur des vérités de la vie contemporaine.
Cette subjectivité s'exprime tout autant à travers la colère, la révolte, la violence verbale ou l'ironie mordante. On la trouve, par exemple, chez les poètes rockeurs Claude Paradis (Stérile Amérique, 1985) et Yves Boisvert (Gardez tout, 1987), ainsi que chez Michel Savard (Le sourire des chefs, 1987), dans leur critique ironique de la vie quotidienne et de la société de consommation. Cette révolte s'exprime aussi contre les institutions sociales et politiques masquant la détresse du réel (par exemple chez Hélène Monette dans Montréal brûle-t-elle?, 1987).

#### Poésie et diversité
À l'image de la société québécoise, des voix venues d'ailleurs sont également venues contribuer à la diversité de sa poésie. Dès les années 1950, Michel van Schendel et Alain Horic avaient commencé à se faire connaître, de même que Serge Legagneur, Anthony Phelps (Orchidée nègre, 1987) et d'autres poètes haïtiens dès les années 1960, ainsi que Mona Latif-Ghattas et Anne-Marie Alonzo venues plus tard d'Égypte. D'autres proviennent d'Amérique latine, dont plusieurs racontant le difficile destin des Chiliens en exil à la suite du coup de force contre Salvador Allende, tels que Barbara Delano (El rumor de la nieble/La rumeur de la brume, 1974) et Alberto Kurapel (Correo de exilio/Courrier de l'exil, 1986). D'autres encore, comme Nadine Ltaif, racontent la misère et la douleur vécues à la suite de la guerre au Liban. D'autres écrivains adoptant la culture québécoise comme Paul Zumthor, Fulvio Caccia et Antonio D'Alfonso cherchent également à exprimer leur sensibilité à travers une interrogation sur le monde des voyages et des langages.

### Années 1990 et 2000
La diversité de la poésie québécoise continue à se déployer dans les années 1990 et 2000. Cette diversité s'exprime à travers diverses approches d'écriture, formelles et thématiques, avec des dimensions tantôt sociales, tantôt individuelles. La quête de sens, ainsi que l'écriture et l'invention de soi-même contre une fin des mondes et des références communes sont au cœur de la poésie de cette fin de millénaire. Selon Jean Royer, alors que les poètes des années 1970 et 1980 « s'inventaient des langages sur le territoire de l'intime, ceux des années 1990 et 2000 cherchent à investir le réel ».
Le réalisme tend à remplacer le symbolisme. Cette tendance s'observe par exemple chez Pierre Nepveu (Lignes aériennes, 2002) et Robert Melançon (Le paradis des apparences, 2004). D'autres poètes expriment le désir d'inscrire un récit personnel dans une réalité concrète, historique ou intemporelle, comme Denise Boucher (Grandeur nature, 1993), André Ricard (Les nageurs de Tadoussac, 1993), Dominique Robert (Pluie heureuse, 2004), Paul Bélanger (Origine des méridiens, 2005) et Jean-François Beauchemin (Voici nos pas sur la terre, 2006).
De nouvelles maisons d'édition consacrées à la poésie voient le jour : L'Oie de Cravan (1992), Le Quartanier (2002), Mémoire d'encrier (2003) et L'Écrou (2009). La poésie trouve également une diffusion hors des livres par la poésie parlée (spoken word), notamment le slam, trouvant son origine dans le rap et le hip-hop. Aussi, à travers le monde de la musique, la poésie connaît une diffusion populaire avec des artistes comme Chloé Sainte-Marie (chantant Gaston Miron, Roland Giguère et Patrice Desbiens) et les groupes Villeray (Musique sur Saint-Denys Garneau). Les éditions de l'Oie de Cravan publient des poètes des générations précédentes comme Michel Garneau et Patrice Desbiens, ainsi que des poètes très contemporains, comme Camille Readman Prud'Homme, Jonas Fortier, Juliette Langevin, etc. Ces deux décennies sont enfin marquées par la disparition de plusieurs des premiers poètes du Québec moderne (Gérald Godin, Gilbert Langevin, Josée Yvon, Gaston Miron, Rina Lasnier, puis Anne Hébert, Denis Vanier, Roland Giguère, Michel van Schendel, Monique Bosco et Luc Perrier).